# Robert Marland
Robert Marland, né le 13 mai 1964 à Mississauga, est un rameur d'aviron canadien. 

## Carrière
Robert Marland participe aux Jeux olympiques de 1992 à Barcelone et remporte la médaille d'or avec le huit canadien composé de Andrew Crosby, Bruce Robertson, Michael Forgeron, Darren Barber, John Wallace, Terence Paul, Derek Porter et Michael Rascher.